# Tubre
Tubre es una localidad y comune italiana de la provincia de Bolzano, región de Trentino-Alto Adigio, con 981 habitantes.

## Historia
Villa de las Tres Ligas, en 1762 fue cedida al condado austriaco del Tirol.

## Evolución demográfica
| Gráfica de evolución demográfica de Tubre entre 1861 y 2001 |
|                                                             |
| Fuente ISTAT - elaboración gráfica de Wikipedia             |